# 瑠璃光寺
瑠璃光寺（るりこうじ）は、山口市香山町にある曹洞宗の寺院。国宝の五重塔を中心として、境内は香山公園と呼ばれ、桜や梅の名所にもなっている。大内氏全盛期の大内文化を伝える寺院であり、「西の京・山口」を代表する観光名所となっている。香山墓所は「毛利家墓所」のうちの一つとして国の史跡に指定されている。

## 歴史

### 香積寺
室町時代、大内氏25代の大内義弘が現在の場所に香積寺を建立したが、義弘は応永6年（1399年）に応永の乱を起こし足利義満に敗れて戦死する。義弘の弟である26代大内盛見が兄を弔うためここに五重塔の建設を開始したが、盛見自身も九州の少弐氏・大友氏との戦いで永享3年（1431年）に戦死する。五重塔はその後嘉吉2年（1442年）頃に完成した。また、後の天文9年（1540年）に建てられた仏殿は広島市の不動院に移築され、国宝に指定されている。

### 仁保瑠璃光寺
陶氏の7代当主陶弘房の死後、弘房の夫人が夫を弔うために文明3年（1471年）建立した。当初は安養寺と呼ばれ、現在の山口市仁保高野にあったが、明応元年（1492年）に瑠璃光寺と改められた。

### 移転
江戸幕府成立後、萩に依った毛利輝元が慶長9年（1604年）に香積寺を萩に引寺したため、跡地に元禄3年（1690年）、仁保瑠璃光寺を移転した。これが現在の瑠璃光寺である。

## 境内

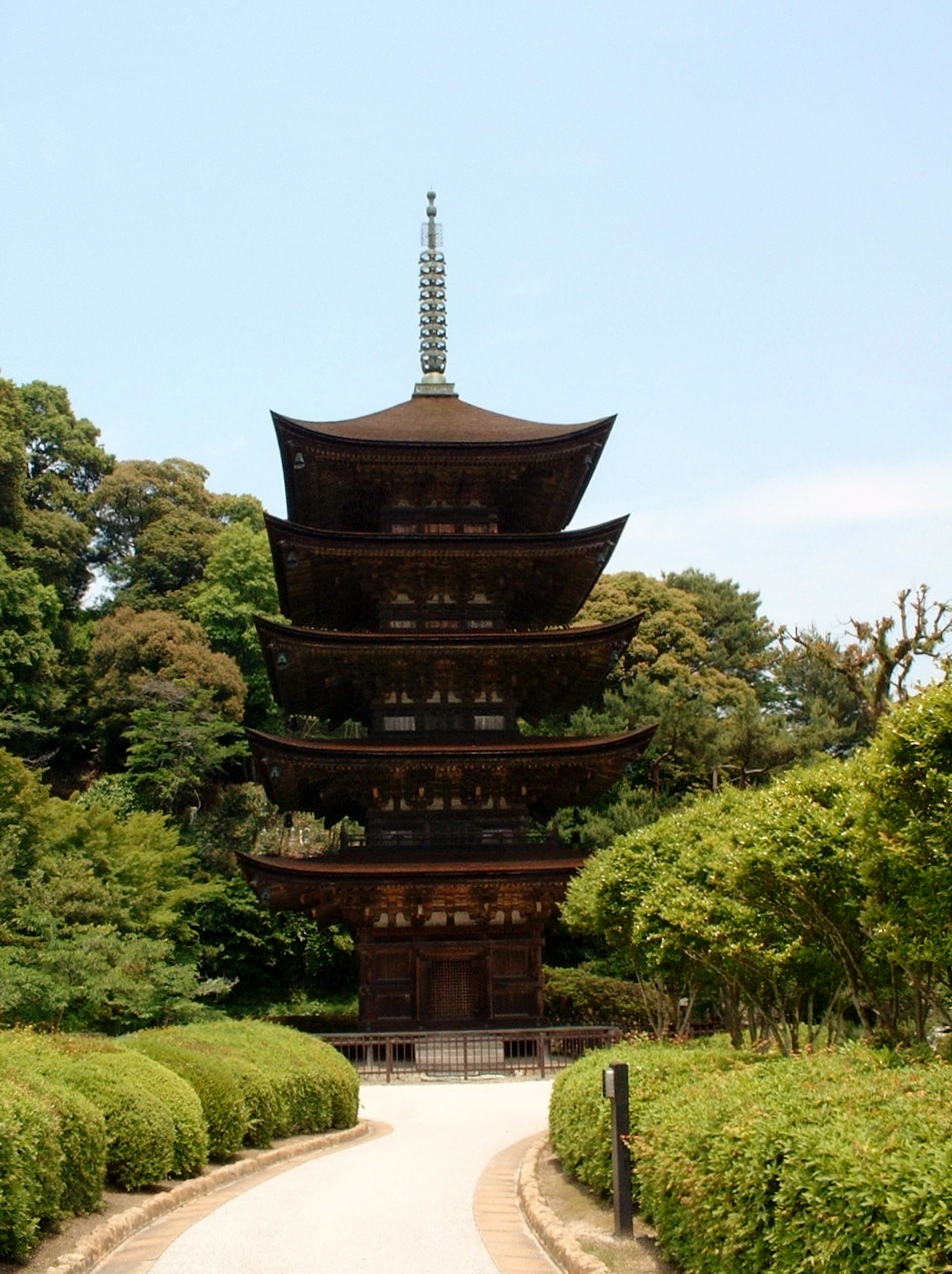
五重塔

### 五重塔
国宝。大内文化の最高傑作といわれる。室町時代、嘉吉2年（1442年）頃の建立。屋外にある五重塔としては日本で10番目に古く、京都の醍醐寺・奈良の法隆寺のものとならび日本三名塔の一つに数えられることもある。
高さ 31.2m で屋根は檜皮葺。二層にのみ回縁（まわりえん）がついているのが特徴である。建築様式は和様であるが、回縁勾欄の逆蓮頭や円形須弥壇など一部に禅宗様（唐様）が採り入れられている。初重（1階）には日本の仏塔では唯一となる円型の須弥壇があり、僧形の大内義弘像と阿弥陀如来像を祀っている。夜間は年間を通して日没から22:00までライトアップされており、周囲に咲く季節の花々とともに美しく浮かび上がる。
大内義弘の亡骸は一旦堺で葬られた後に香積寺に改葬されたとされるが、その墳塋がこの塔であり、通常なら仏舎利が納められている五重塔の下に大内義弘の柩があるとの口伝がある。

### その他
- 瑠璃光寺資料館 - 五重塔の模型や資料を展示している。また日本にある主要な五重塔55基を100分の1の模型とパネルで紹介しており、各地の五重塔について知ることができる。
- 香山墓所 - 萩市の天樹院、大照院、東光寺とともに長州藩主の墓所となっている。香山墓所には明治維新当時の当主、13代毛利敬親などの墓がある。「萩藩主毛利家墓所」の一部として、国の史跡に指定されている。
- 枕流亭 - 薩長連合結成の密議のため、薩摩の小松帯刀や西郷隆盛などが山口を訪れた際に当時道場門前にあった枕流亭で長州方と面会した。その後何度か移築され、近年香山公園内に移築された。
- 露山堂 - 幕末、毛利敬親が藩庁を萩から山口に移したが、その際藩庁内につくられた茶室。茶室とは名ばかりで、その実堂内では討幕の密議が行われていた。その後維持管理が行き届かず荒れ放題になっていることを知った品川弥二郎がこれを嘆き、明治24年に香山公園内に移築した。現在も茶室として茶会などが催されている。
- うぐいす張の石畳 - 香山墓所に至る石段の前にある石畳の上で、石畳を強く踏みつけたり手を打ったりすると、「キュ」という音が返ってくる。これは周囲の地形や石段による音響効果のためであるが、意図してそのように作られたものではなく、偶然の結果であると考えられている。

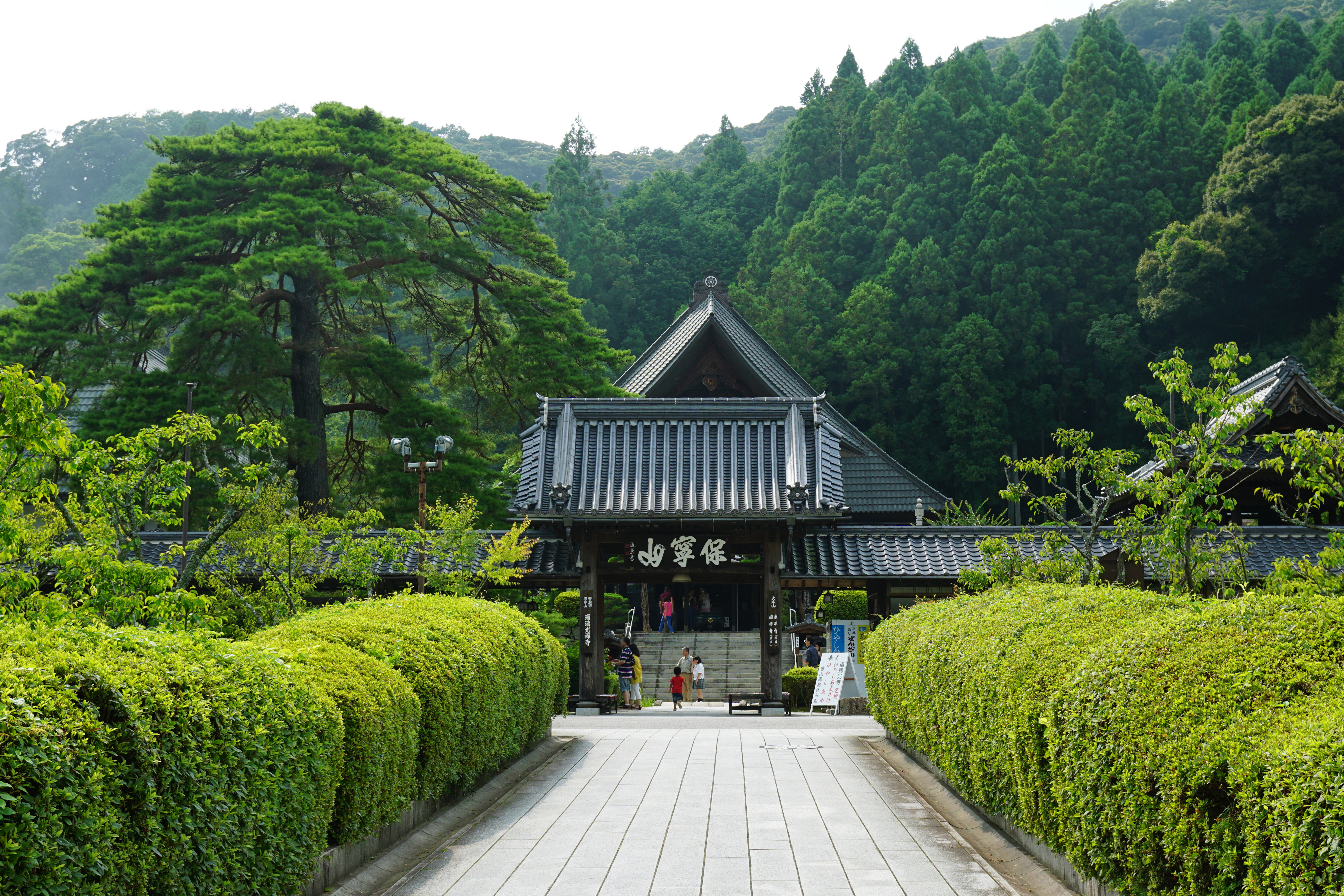
参道と中門、奥に本堂
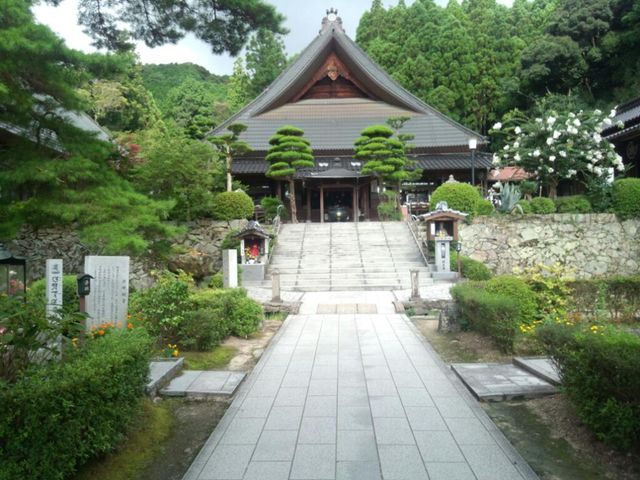
本堂
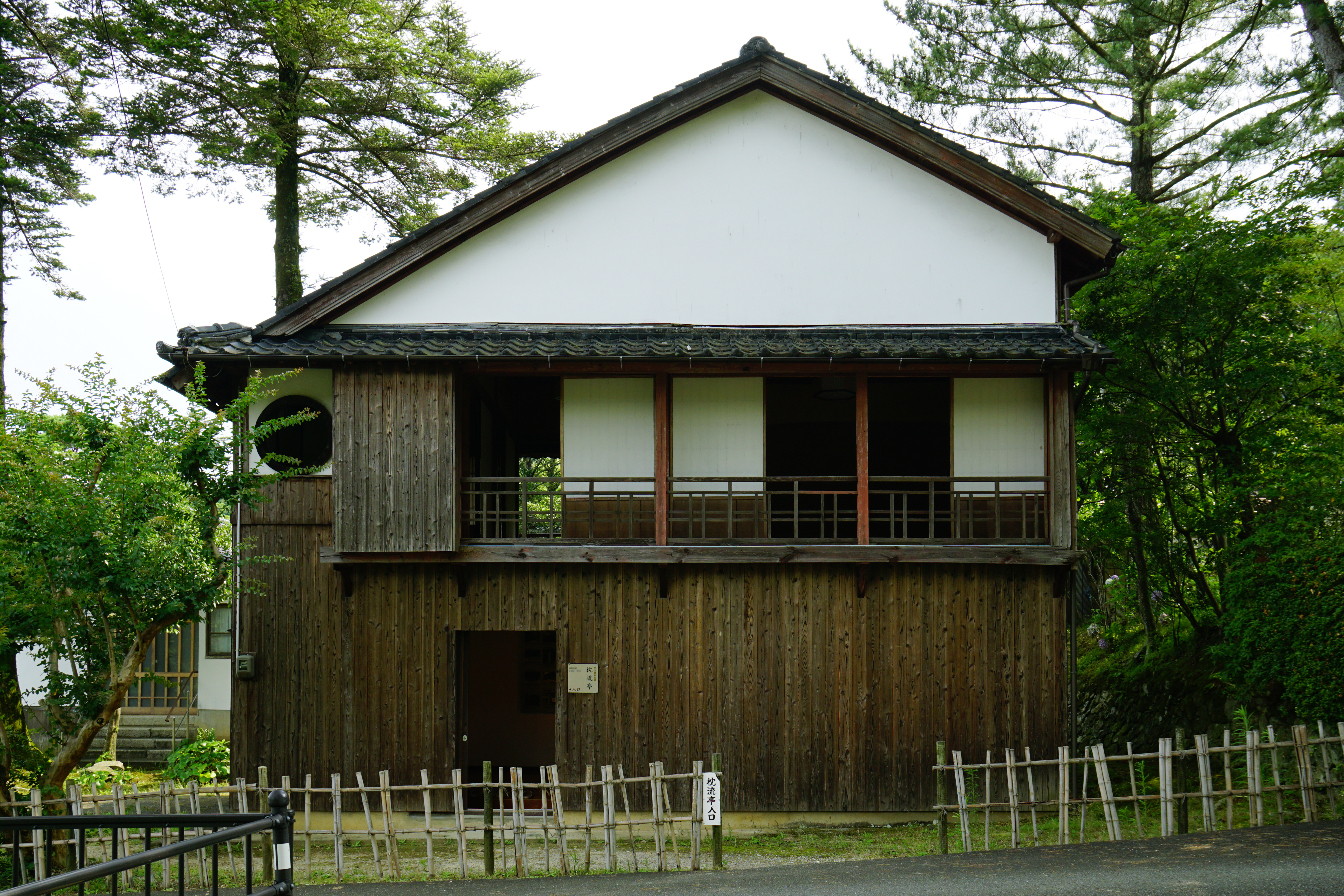
枕流亭
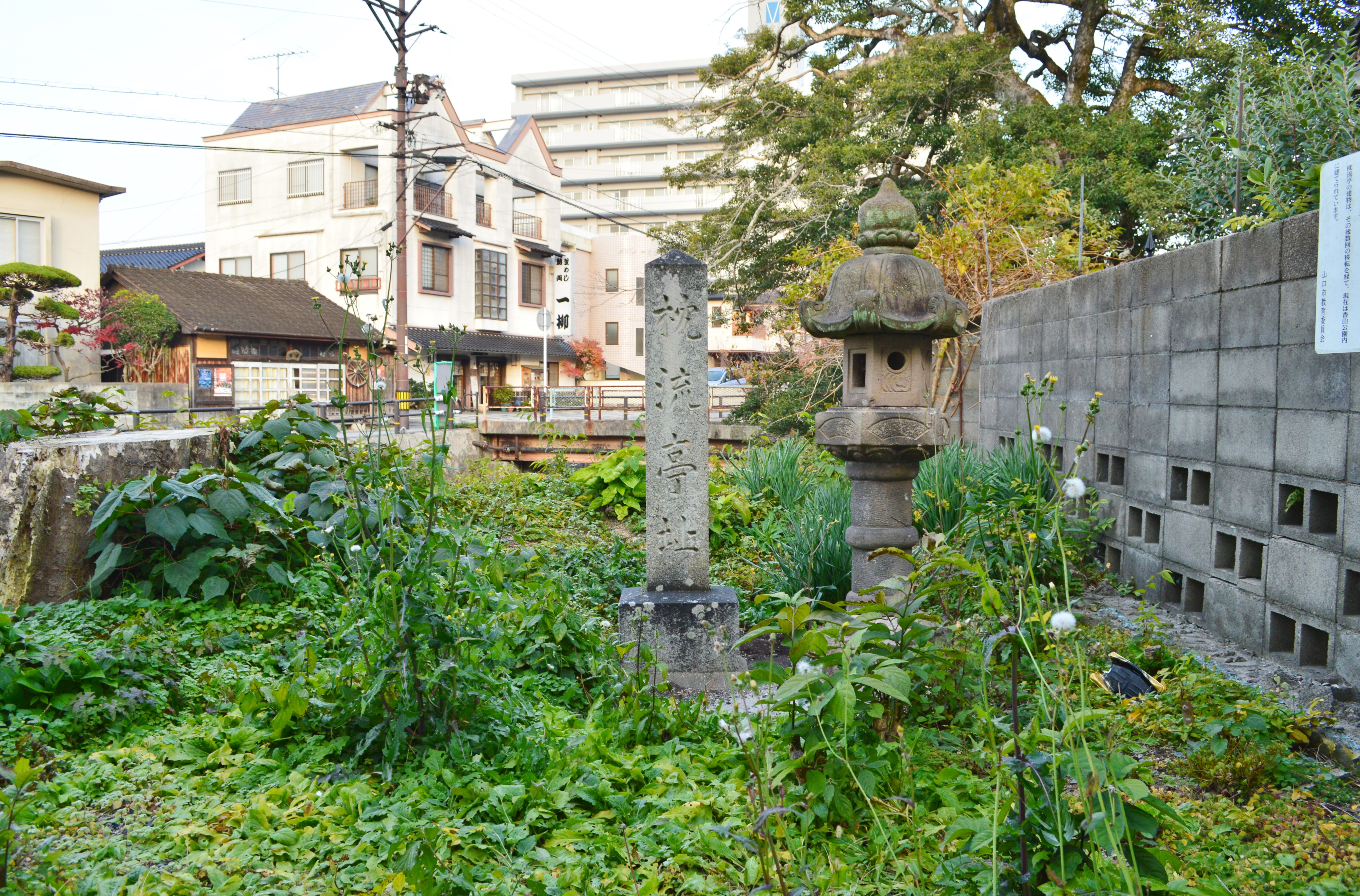
枕流亭跡（山口市道場門前）

## 文化財

### 国宝
- 五重塔

### 史跡（国指定）
- 香山墓所（「萩藩主毛利家墓所」のうち）

### 山口県指定文化財
- 瑠璃光寺開山から三世までの肖像画3幅（伝雪舟筆）

## 周辺
- 山口県政資料館、山口県庁舎
- パークロード
- 山口県立山口博物館
- 山口県立美術館
- 山口サビエル記念聖堂
- 豊榮神社・野田神社
- 常栄寺

## 交通アクセス
- JR西日本山口線山口駅より徒歩30分または車で5分
- 中国自動車道小郡ICより車で20分
- 山口市コミュニティバス大内ルート・香山公園五重塔前下車